# Abbaye de Ramsen
L'abbaye de Ramsen est une ancienne abbaye bénédictine puis cistercienne à Ramsen, dans le Land de Rhénanie-Palatinat en Allemagne.

## Histoire
Le couvent de Ramsen est un don en 1146 du ministériel de Spire, Berthold von Winzingen (de), à l'abbaye de Saint-Georges-en-Forêt-Noire (de) ; cependant, à cause de la distance et de l'incapacité du monastère à le soutenir, le couvent est remis en 1174 à l'évêque Konrad II de Worms (de). En 1267, il devient cistercien et placé un temps sous la filiation de l'abbaye de Schönau. À la fin du Moyen Âge, sa situation économique se dégrade malgré de vastes propriétés de terrain démantelées en 1418.
En 1477, un monastère est fondé en Ramsen, il est dissout en 1485. Les terres monastiques sont confiées au diocèse de Worms.
Selon la chronique de Friedrich Zorn, écrite en 1570, l'évêque Reinhard von Rüppurr (de) voulait faire de l'abbaye un lieu de retraite, ce qui fut compromis par les pillages de la guerre des paysans du Palatinat en 1525.